# Peltodoris atromaculata
Peltodoris atromaculata is een slakkensoort uit de familie van de Discodorididae. De wetenschappelijke naam van de soort is voor het eerst geldig gepubliceerd in 1880 door Bergh.